# Hans Schäfer
Hans Schäfer (19. října 1927, Kolín nad Rýnem – 7. listopadu 2017) byl německý fotbalista, který reprezentoval Západní Německo. Hrával na pozici ofenzivního záložníka.
S německou reprezentací se stal mistrem světa roku 1954. Hrál i na světových šampionátech ve Švédsku 1958 (Němci čtvrtí) a v Chile 1962. Na mistrovstvích světa dal 7 branek (jeden i do sítě Československa na švédském šampionátu roku 58). Celkem za národní tým odehrál 39 utkání a vstřelil 15 gólů.
S klubem 1. FC Köln, v němž strávil celou kariéru (1948–1965), se stal dvakrát mistrem Německa (1961/62, 1963/66).
Roku 1963 byl vyhlášen německým fotbalistou roku.